# Lluís Solà i Sala
Lluís Solà i Sala (Vic, 25 de gener de 1940) és un poeta, dramaturg i traductor català.
En la seva faceta de dramaturg, ha dut a escena obres de Strindberg, Èsquil o Brossa, entre d'altres, i també ha estrenat obres pròpies. Ha estrenat cinc peces de teatre pròpies i ha estat director d'escena de més d'una cinquantena d'obres clàssiques i contemporànies, entre les quals la peça de teatre nô Semimaru, amb escenografia d'Antoni Tàpies i música de Josep Maria Mestres Quadreny. També ha dirigit muntatges de poetes com ara J.V.Foix, Joan Vinyoli i Miquel Bauçà. Va fundar i dirigir el Centre Dramàtic d'Osona i fou professor a l'Institut del Teatre entre els anys 1975 i 2005. Director del grup La Gàbia de Vic, del 1963 al 1979, També s'ha dedicat activament a la traducció d'autors estrangers famosos com ara Kafka, Rilke, Rimbaud o Pessoa.
En el camp editorial, Solà va col·laborar a la revista Inquietud i, anys més tard (1977), fou un dels impulsors de la revista de poesia Reduccions, de la qual és director. Reduccions va dedicar el número 110-111 a la seva obra.
Ha estat homenatjat a la Xa edició de la Marxa dels Vigatans al setembre de 2012.
Amb la publicació de Poesia completa ha obtingut el reconeixement unànime de públic i crítica.

## Premis i reconeixements
- Premis Literaris de Cadaqués - Quima Jaume de reconeixement a la creació poètica, 2001: De veu en veu : obra poètica I (1960-1999)
- Premi de la Crítica de poesia catalana, 2001: De veu en veu : obra poètica I (1960-1999)
- Premi Cavall Verd Josep M. Llompart de poesia, 2017: Poesia completa.
- Premi de la Crítica de poesia catalana, 2017: Poesia completa.
- Premi Lletra d'Or, 2017: Poesia completa
- Medalla d'Or de Vic, 2018[9]

## Obres

### Poesia
- Laves, escumes. Barcelona: Lumen, 1975
- L'herba dels ulls. Barcelona: Eumo - Cafè Central, 1993
- De veu en veu: obra poètica I (1960-1999). Barcelona: Proa, 2001
- L'arbre constant: obra poètica II (1994-2000). Barcelona: Proa, 2
- Poesia completa. Barcelona: Edicions de 1984, 2016

### Estudis literaris
- La paraula i el món : assaigs sobre poesia. Barcelona: L'Avenç, 2013

### Pensament
- Llibertat i sentit. Reflexions sobre la condició humana (1999-2016). Barcelona: Edicions de 1984, 2017

## Traduccions[6]
Traduccions de l'alemany al català
- DÜRRENMAT, Friedrich. Grec busca grega. Barcelona: Edicions 62, 1966.
- KAFKA, Franz. El castell. Barcelona: Ayma, 1971.
- HANDKE, Peter. La cavalcada sobre el llac de Constança. Estrenada pel grup La Gàbia de Vic, 1980. Barcelona: Edicions del Mall, 1984.
- PAPPENHEIM, Fritz. L'alienació de l'home modern. Barcelona: Novaterra, 1968. [assaig]

Traduccions de l'anglès al català
- BECKETT, Samuel. Fi de partida. Estrenada pel grup La Gàbia de Vic, 1979. Barcelona: Diputació Provincial de Barcelona; Institut d'Edicions, 1990.
- GOLDMANN, Lucien,El mètode estructuralista genèric en història de la literatura. Inquietud artística, 36 (1966).
- POUND, Ezra. Retrospecció. Reduccions, 54 (1992).

Traduccions del grec clàssic al català
- SOFOKLES. Antígona. Traducció en vers. Estrenada pel grup La Gàbia de Vic, 1963. Inèdita.

Traduccions del japonès al català
- ZEAMI. Semimaru. Estrenada a l'Aliança del Poble Nou, 1966. Inèdita. [Traducció indirecta del francès].

Traduccions del suec al català
- STRINDBERG, August. El guant negre. Estrenada al Teatre Romea sota la direcció d'Hermann Bonnin, 1981. Inèdita.